# Raphaël Babet
Pour les articles homonymes, voir Babet.
Raphaël Jean-Baptiste Benjamin Babet, né le 24 juin 1894 à Saint-Pierre et mort le 30 août 1957 à Saint-Joseph, est un homme politique français originaire de l'île de La Réunion. Il est député de 1946 à sa mort.

## Biographie
Raphaël Babet passe pour être à l'origine de l'équipement et de la modernisation du centre-ville de la commune de Saint-Joseph, dont il est le maire de 1947 à 1957.
Il est également connu pour être à l'origine du projet de création d'une ville nouvelle par des Réunionnais à Madagascar. Ce projet est effectivement initié à compter de 1953 et est connu localement sous le nom de Sakay. La petite ville s'est développée dans son cadre jusqu'en 1977 a été nommée Babetville en son hommage.

## Distinctions et hommages

### Décorations
- Chevalier de la Légion d'honneur en 1935[3]

### Postérité
L'église de Saint-Pierre porte son nom. C'est une des plus anciennes églises de l'île de La Réunion, édifiée à la fin du XVIIIe siècle.
Le stade principal de la ville de Saint Joseph porte son nom, le stade Raphaël Babet.